# Оливија Колман
Оливија Колман (енгл. Olivia Colman; 30. јануар 1974) британска је глумица. Добитница је бројних признања, укључујући награду Оскар, четири награде БАФТА, две награде Златни глобус, четири Британске независне филмске награде, Волпи пехар и награду британског филмског института.
Постала је позната захваљујући улози Софи Чепман у ситкому Peep Show са Робертом Вебом и Дејвидом Мичелом и неколико других серија, међу којима су Дивни људи, Свештеник и Две хиљаде дванаеста.
Године 2013. добила је телевизијску БАФТУ за улоге у серијама Две хиљаде дванаеста и Оптужени. Исте године играла је главну улогу у криминалистичкој серији Бродчерч са Дејвидом Тенантом, која је наишла на позитивне критике.
Колманова је, такође, добила неколико награда за улогу у филму Тираносаурус Педија Консидајна.

## Биографија
Сара Каролајн Оливија Колман рођена је 30. јануара 1974. године у Норичу, кћерка медицинске сетре Мери (рођене Ликеј) и овлашћеног геодета Кита Колмана. Школовала се у Средњој школи за девојчице у Норвичу и Грешам школи у Холту . Њена прва улога била је у школској представи Најбоље године госпођице Џин Броди са 16 година. Наводи мајчину прекинуту каријеру балерине као инспирацију за професионално бављење глумом.
Студирала је учитељску школу годину дана на Хомертон Колеџу, Универзизета Кембриџ, потом се студирала драму у Позоришној школи Олд Вик у Бристолу, где је дипломирала 1999. године. За време боравка њеног студирања на Кембриџу, ишла је на аудицију у Футлајтс− аматерско позориште на Универзитету, где је упознала будуће сараднике Дејвида Мичела, Роберта Веба и Питера Серафиновича.
Удала се за писца Еда Синклера у августу 2001. године, и има троје деце.

## Каријера

### Телевизија и радио
Свој професионални глумачки деби имала је 2000. године, у доби од 26 година, у оквиру ББС-јеве комедије Бруисер. Од тада се појављивала у многим телевизијским серијама ББС-ја, ИТВ-ја и Канала 4 као што су Људи као ми, Погледај око себе, Књижара, У канцеларији и др. Редовно се појављује у ББС-јевим комедијама на ББС Радио 4, попут Бетонске краве, Мисли незамисливо, Кућа Милтона Џонса и Холистичке детективске агенције Дирка Џентлија. Такође је дала глас Минки, секретарици у комедији Радио 4 Колиба 33.
На неколико пројеката, сарађивала је са комичарима Мичелом и Вебом. Придружила им се 2003. године у улози Софи у комедији Peep Show на Каналу 4. Остали заједнички пројекти укључују радио емисије Мичел и Веб звук и телевизијска верзија Мичел и Веб поглед. Одлучила је да напусти програм након што јој је агент предложио да треба да прошири видике. Наставила је да се појављује у Peep Show, иако у смањеном капацитету, све док се серија није завршила 2015. године.
Од 2004. до 2006. године, појављивала се у серији Зелено крило. У октобру и новембру 2008. глумила је у ББС-јовом ситкому Дивни људи, заснованом на животу Симона Дунана, као Деби Дунан, Симонова мајка. Такође је гостовала у Скинсу, у епизоди "Наоми". У 2010. години појавила се у главној улози у ББС-јевом ситкому Свештеник. Такође је 2010. године гостовала у епизоди "Једанаести сат" Доктора Хуа.
Од 2011. до 2012. године играла је Сали Овен у Две хиљаде дванаеста, комичној серији о планирању Олимпијских игара 2012. у Лондону.
Од 2013. године почела је да глуми детективку Ели Милер у серији Бродчерч. Драмска серија је смештена у измишљени градић Дорсет у Бродчерчу и прати његове становнике након што је младић убијен под сумњивим околностима. Номинована је за Међународну Еми награду за најбољу глумицу, а освојила је БАФТА награду за најбољу телевизијску глумицу.
Такође у 2013. години глумила је Маргарет Ли, заједно са Ванесом Редгрејв, у телевизијском филму Тринаеста прича. За мини−серију из 2016. године Ноћни менаџер номинована је за награду Еми а освојила је Златни глобус.
Исте године глумила је Дебору Фловерс у хумористичкој серији Фловерси.
Дала је глас лику Јагоде у анимираној минисерији Брежуљак Вотершип.
У октобру 2017. изабрана је за улогу Краљица Елизабета II у трећој и четвртој сезони историјског драмског серијала Круна. Такође је добила похвале за споредну улогу Госпођа Тенардије у мини-серији Јадници из 2018. године.
У августу 2019. године потврђена је као гостујућа звезда за 31. сезону Симпсонових.

### Филм
Њена прва већа филмска улога била је улога нудискиње у филму Конфети из 2006. године. Ту улогу је описала као "најгоре искуство у мом животу". Наредне, 2007. године глумила је у две комедије Пандури у акцији и Узгајати своје. Играла је главну улогу у два филам Педија Консидијана, краткометражни Пас уопште из 2007. године и његовом дугометражном режисерском дебију Тираносаурус из 2011. године. За улогу у Тираносаурусу добила је Британску независну филмску награду за најбољу глумицу у главној улози и Награду Емпајер за најбољу глумицу.
Играла је Керол Тачер у филму Челична дама из 2011. године са Мерил Стрип и Џимом Бродбентом, за који је добила награду Лондонских филмских критичара за британску глумицу године. Од 2013. године је у жирију Норвичког Филмског Фестивала.
Глумила је у дистопијском филму Јоргоса Лантимоса из 2015. Јастог с Рејчел Вајс и Колином Фарелом, за који је номинована за награду Лондонског филмских критичара за награду за споредну глумицу и освојила Британску независну филмску награду за најбољу глумицу у споредној улози. У 2017. године глумила је у филму по роману Агате Кристи Убиство у Оријент експресу.
У 2018. години глумила је Краљицу Ану у Лантимосовом филму Миљеница, заједно са Емом Стоун и Рејчел Вајс. Припремајући се за улогу, добио је 16 килограма на тежини. За свој наступ освојила је Оскара за најбољу глумицу, награду Златни глобус за најбољу главну глумицу у играном филму (мјузикл или комедија) и награду БАФТА за најбољу глумицу у главној улози.

## Награде
Током каријере освојила је многе награде, укључујући и Академијину награду Оскар, три Британске телевизијске награде, Филмску награду Британске академије, две награде Златни глобус, две Награде критике и три Награде Сателит.
За улогу у мини-серији Ноћни менеџер из 2016. године, освојила је Златни глобус и номинована за Награду Еми.
Номинована је за Награду Еми и за серију Бувара. За портрет Краљице Ане, у филму Миљеница из 2018. године, добила је награду Оскар за најбољу глумицу, награду Златни глобус за најбољу глумицу и награду БАФТА за Најбољу глумица у главној улози.
Добила је титулу Командира Реда Британског царства у 2019. години.

## Филмографија

### Филм
| Година | Наслов                                               | Улога             | Напомене            |
| ------ | ---------------------------------------------------- | ----------------- | ------------------- |
| 2004   | Теркел у невољи                                      | Теркелова мајка   | Глас                |
| 2005   | Један дан                                            | Ијанова мајка     | Краткометражни филм |
| 2006   | Конфети                                              | Џоана Робертс     |                     |
| 2007   | Пандури у акцији                                     | Дорис Тачер       |                     |
| 2007   | Узгајати своје                                       | Алис              |                     |
| 2007   | Никада нећу бити твоја                               | фризерка          |                     |
| 2009   | Ле Донк & Скор-зеј-зи                                | Оливија           |                     |
| 2011   | Тираносаурус                                         | Хана              |                     |
| 2011   | Аријетин тајни свет                                  | Хомилија          | Глас                |
| 2011   | Челична дама                                         | Карол Тачер       |                     |
| 2012   | Хајд Парк на Хадсону                                 | Краљица Елизабета |                     |
| 2013   | Дајем им годину                                      | Линда             |                     |
| 2013   | Опасан позив                                         | Бетан Мекгвајер   | Глас                |
| 2014   | Кубанска фурија                                      | Сем Гарет         |                     |
| 2014   | Пас Падси                                            | Коњ Нели          | Глас                |
| 2014   | Томас и другари                                      | Мерион            | Глас                |
| 2014   | Карманова линија                                     | Сара              |                     |
| 2015   | Јастог                                               | Менџер у хотелу   |                     |
| 2015   | Томас & другари: Содорова легенда о изгубљеном благу | Мерион            | Глас                |
| 2015   | Лондон Роуд                                          | Џули              |                     |
| 2017   | Убиство у Оријент експресу                           | Хилдегарде Шмит   |                     |
| 2018   | Миљеница                                             | Краљица Ана       |                     |
| 2019   | Они који следе                                       | Хоуп Слотер       |                     |
| 2020   | Отац                                                 | Ен                |                     |
| 2021   | Непоправљиви Рон                                     | Донка             | Глас                |
| 2022   | Мачак у чизмама: Последња жеља                       | Мама Медвед       | Глас                |

### Телевизија
| Година    | Наслов                             | Улога                       | Напомене                              |
| --------- | ---------------------------------- | --------------------------- | ------------------------------------- |
| 2000      | Брусиер                            | Разни ликови                | 6 епизода                             |
| 2001      | Мичел и Веб ситуација              | Разни ликови                | 5 епизода                             |
| 2001      | Људи као ми                        | Памела Елиот                | Епизода: "Викар"                      |
| 2001      | Господин Черити                    | Узнемирена мајка            | 1 епизода                             |
| 2001      | Лабораторија комедије              | Линда                       | Епизода: "Верујући у сањарење"        |
| 2002      | Спаси ме                           | Пола                        | Епизода 1.4                           |
| 2002      | Боница Холби                       | Ким Пребл                   | Епизода: "Нова срца, стари резултати" |
| 2002      | У канцеларији                      | Хелена                      | Епизода: "Интервју"                   |
| 2003      | Гаш                                | Разни ликови                | 3 епизоде                             |
| 2003      | Очи доле                           | Менди Фостер                | Епизода: "Звезде у њиховим очима"     |
| 2003      | Стратешка хумористичка иницијатива | Разни ликови                | ТВ филм                               |
| 2003–2015 | Peep Show                          | Софи Чапман                 | 32 епизоде                            |
| 2004      | Књижара                            | Тања                        | Епизода: "Слонови и кокошке"          |
| 2004      | Швајцарски Тони                    | Линда Бајрон                | 1 епизода                             |
| 2004      | Њујорк−Лондон                      | Луси                        | Епизода: "О породици"                 |
| 2004      | Долазим                            | Рецепционар                 | 1 епизода                             |
| 2004–2006 | Зелено крило                       | Херијет Шуленбург           | 18 епизода                            |
| 2005      | Енгелов пакао                      | Белинда                     | ТВ филм                               |
| 2005      | Погледај око себе                  | Пем Бачелор                 | 6 епизода                             |
| 2005      | Робинсови                          | Кони                        | Епизода 1.3                           |
| 2005      | Убиство у предграђу                | Ели                         | 1 епизода                             |
| 2005      | Поново испричани Шекспир           | Урсула                      | Епизода: "Много буке ни око чега"     |
| 2006–2008 | Мичел и Веб поглед                 | Разни ликови                | 13 епизода                            |
| 2007      | Сиви човек                         | Линда Додс                  | ТВ филм                               |
| 2007      | Време вашег живота                 | Аманда                      | 6 епизода                             |
| 2008      | Љубавна супа                       | Пени                        | 1 епизода                             |
| 2008      | Хенкок и Џоан                      | Мерион                      | ТВ филм                               |
| 2008      | Конзумирајућа страст               | Џенет Батомли / Виолета Кис | ТВ филм                               |
| 2008–2009 | Дивни људи                         | Деби Дунан                  | 12 епизода                            |
| 2009      | Скинс                              | Џина Кампбел                | 1 епизода                             |
| 2009      | Убиства у Мидсамеру                | Бернис                      | Епизода: "Мале милости"               |
| 2009      | Господин Једанаест                 | Бет Пелеј                   | 2 епизоде                             |
| 2010      | Доктор Ху                          | Мајка                       | Епизода: "Једанаести сат"             |
| 2010–2014 | Свештеник                          | Алекс Смолбон               | 19 епизода                            |
| 2011      | Изгнанство                         | Ненси Ронстадт              | 3 епизоде                             |
| 2011–2012 | Две хиљаде дванаеста               | Сали Овен                   | 10 епизода                            |
| 2012      | Оптужени                           | Сју Браун                   | Епизода: "Прича о Моу и Сју"          |
| 2012      | Лош шећер                          | Џоан Колдвел                | ТВ филм                               |
| 2013–2017 | Бродчерч                           | Детектив Ели Милер          | 24 епизоде                            |
| 2013      | Сумње господина Вичера             | Сузан Спенсер               | ТВ филм                               |
| 2013      | Бежи                               | Керол                       | 2 епизоде                             |
| 2013      | Тринаеста прича                    | Маргарет Леа                | ТВ филм                               |
| 2014      | Велики балет                       | Приповедач                  | 3 епизоде                             |
| 2014      | 7.39                               | Меги Метјус                 | 2 епизоде                             |
| 2014      | W1A                                | Сали Овен                   | Епизода 1.4                           |
| 2014      | Тајне                              | Пипа                        | Епизода: "Дилема"                     |
| 2014      | Господин Слоун                     | Џенет Слоун                 | 6 епизоде                             |
| 2014      | Ово је Џинси                       | Џоан Џенкис                 | 1 епизода                             |
| 2014–2018 | Томас & другари                    | Мерион                      | Глас; 9 епизода                       |
| 2016      | Историја пића                      | Етел ле Неве                | Епизода 2.7                           |
| 2016      | Ноћни менаџер                      | Анђела Бур                  | 6 епизода                             |
| 2016      | Идемо на лов на медведа            | Мама                        | Глас                                  |
| 2016–2018 | Фловерси                           | Дебора Фловерс              | 12 епизода                            |
| 2016–2019 | Бувара                             | Кума                        | 9 епизода                             |
| 2018      | Брежуљак Вотершип                  | Јагода                      | Глас; 4 епизоде                       |
| 2019      | Јадници                            | Госпођа Тенардије           | 4 епизоде                             |
| 2019−2020 | Круна                              | Краљица Елизабета II        | Главна улога                          |
| 2023      | Тајна инвазија                     | Соња Фолсворт               | 5 епизода                             |

### Позориште
| Година | Наслов                   | Улога        | Позориште                              |
| ------ | ------------------------ | ------------ | -------------------------------------- |
| 2000   | Дуго путовање у ноћ      | Кетлин       | Позориште Лирик, Лондон                |
| 2009   | Енглеска народ врло фини | Филипа       | Краљевско национално позориште, Лондон |
| 2012   | Алергија                 | Мира Арундел | Позориште Ноела Коварда, Лондон        |
| 2017   | Комарци                  | Џени         | Краљевско национално позориште, Лондон |